# South Pass
Il South Pass (altitudine 2.300 m s.l.m.) è un passo di montagna sullo spartiacque continentale nelle Montagne Rocciose del Wyoming sudoccidentale. Il passo è situato in una larga valle tra la Wind River Range a nord e le Antelope Hills, nella Contea di Fremont sudoccidentale, a circa 45 km a sud-sudovest di Lander.
South Pass è il punto più basso dello spartiacque continentale tra le Montagne Rocciose centrali e le Montagne Rocciose meridionali. Divenuto sin dal XIX secolo la strada per l'Oregon Trail, la California Trail e la Mormon Trail, è un National Historic Landmark degli Stati Uniti.
Il passo si presenta come un'ampia valle, coperta da prateria nordamericana e da artemisia tridentata, permettendo una strada larga e quasi piana tra i bacini idrografici dell'Atlantico e dell'Pacifico. Il fiume Sweetwater scorre sul lato orientale del passo, e il Pacific Creek scorre su quello occidentale.

## Storia
La scoperta del passo come crocevia naturale tra le Montagne Rocciose si è rivelata sorprendente quanto significativa nella politica di espansione verso ovest degli Stati Uniti. Era sconosciuto quando la spedizione di Lewis e Clark attraversò le Montagne Rocciose attraverso un più difficoltoso passo presso Bitteroot in Montana; difatti il South Pass fu noto solo ai nativi americani fino al 1812, quando l'esploratore Robert Stuart e sei compagnie della Pacific Fur Company (Spedizione Astor) scalarono le montagne in quel punto, tornando quindi ad Astoria (Oregon).
Nonostante la meticolosa descrizione del viaggio fatta da Stuart al giornale, al presidente James Madison e pubblicata in Francia, il South Pass non divenne immediatamente famoso; pertanto per oltre una decade i trapper continuarono a percorrere la già ampiamente battuta strada nord che includeva però un'altitudine maggiore ed una stagione più breve per attraversarla. Nel 1824 Jedediah Smith "riscoprì" il passo. Nel 1832 il capitano Benjamin Bonneville, seguito da una carovana di 110 uomini e 20 carri, divennero il primo gruppo organizzato di pionieri ad attraversare il passo. Nel luglio 1836 Narcissa Whitman ed Eliza Spalding furono invece le prime esploratrici donna ad attraversarlo. Fino al 1869, anno di costruzione della ferrovia, circa mezzo milione di persone hanno attraversato South Pass.
Nel 1842 venne scoperto poco distante l'oro, ma l'attività di estrazione non iniziò che nel 1867, quando il primo carico venne trasportato a Salt Lake City (Utah), avviando un alto afflusso di minatori nella regione e la conseguente fondazione delle città minerarie South Pass City ed Atlantic City. Già nel 1870 però la vena si esaurì, portando ad una emigrazione rapida dal territorio. Nel 1884 Emile Granier, ingegnere francese, costruì una perforatrice idraulica che permise di continuare l'opera di estrazione, che proseguì fino agli anni 1930. Dagli anni '60 Atlantic City rivisse un periodo fiorente grazie allo sfruttamento di una miniera di ferro abbandonata poi nel 1983.
La Wyoming Highway 28 attraversa il passo, seguendo in parte la strada della Oregon Trail. Resti dei carri abbandonati dagli esploratori sono visibili in numerosi siti lungo l'autostrada.

## Lettera di Ramsay Crooks al Detroit Free Press, 28 giugno 1856

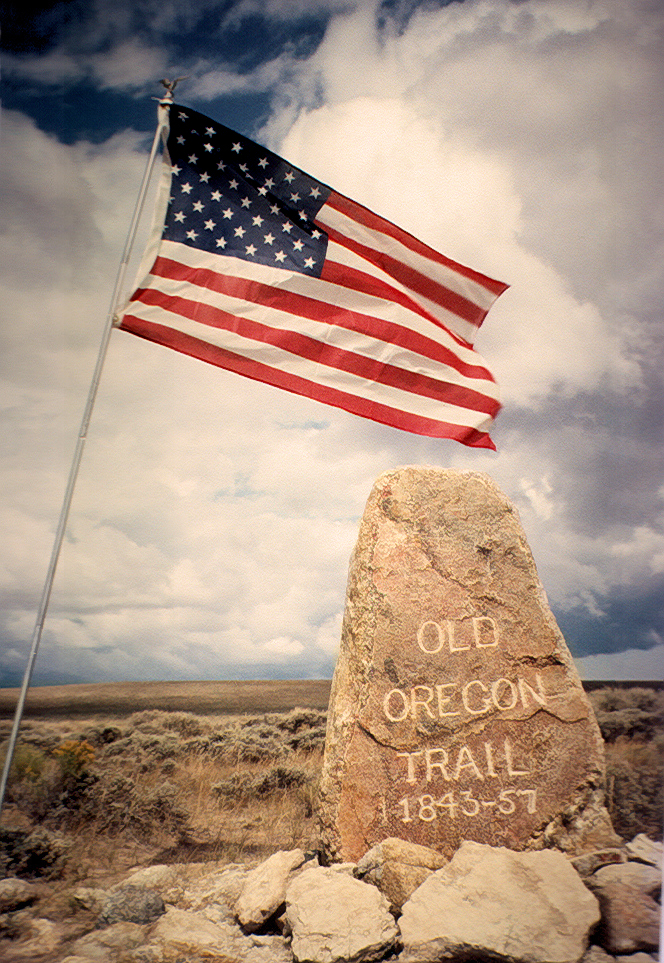
Pietra miliare posata nel 1906 da Ezra Meeker come monumento patriottico al destino manifesto.

"In 1811, the overland party of Mr. Astor's expedition, under the command of Mr. Wilson P. Hunt, of Trenton, New Jersey, although numbering sixty well armed men, found the Indians so very troublesome in the country of the Yellowstone River, that the party of seven persons who left Astoria toward the end of June, 1812, considering it dangerous to pass again by the route of 1811, turned toward the southeast as soon as they had crossed the main chain of the Rocky Mountains, and, after several days' journey, came through the celebrated 'South Pass' in the month of November, 1812.
Pursuing from thence an easterly course, they fell upon the River Platte of the Missouri, where they passed the winter and reached St. Louis in April, 1813.
The seven persons forming the party were Robert McClelland of Hagerstown, who, with the celebrated Captain Wells, was captain of spies under General Wayne in his famous Indian campaign, Joseph Miller of Baltimore, for several years an officer of the U. S. Army, Robert Stuart, a citizen of Detroit, Benjamin Jones, of Missouri, who acted as huntsman of the party, Francois LeClaire, a halfbreed, and André Valée, a Canadian voyageur, and Ramsay Crooks, who is the only survivor of this small band of adventurers."